# Monty Roberts

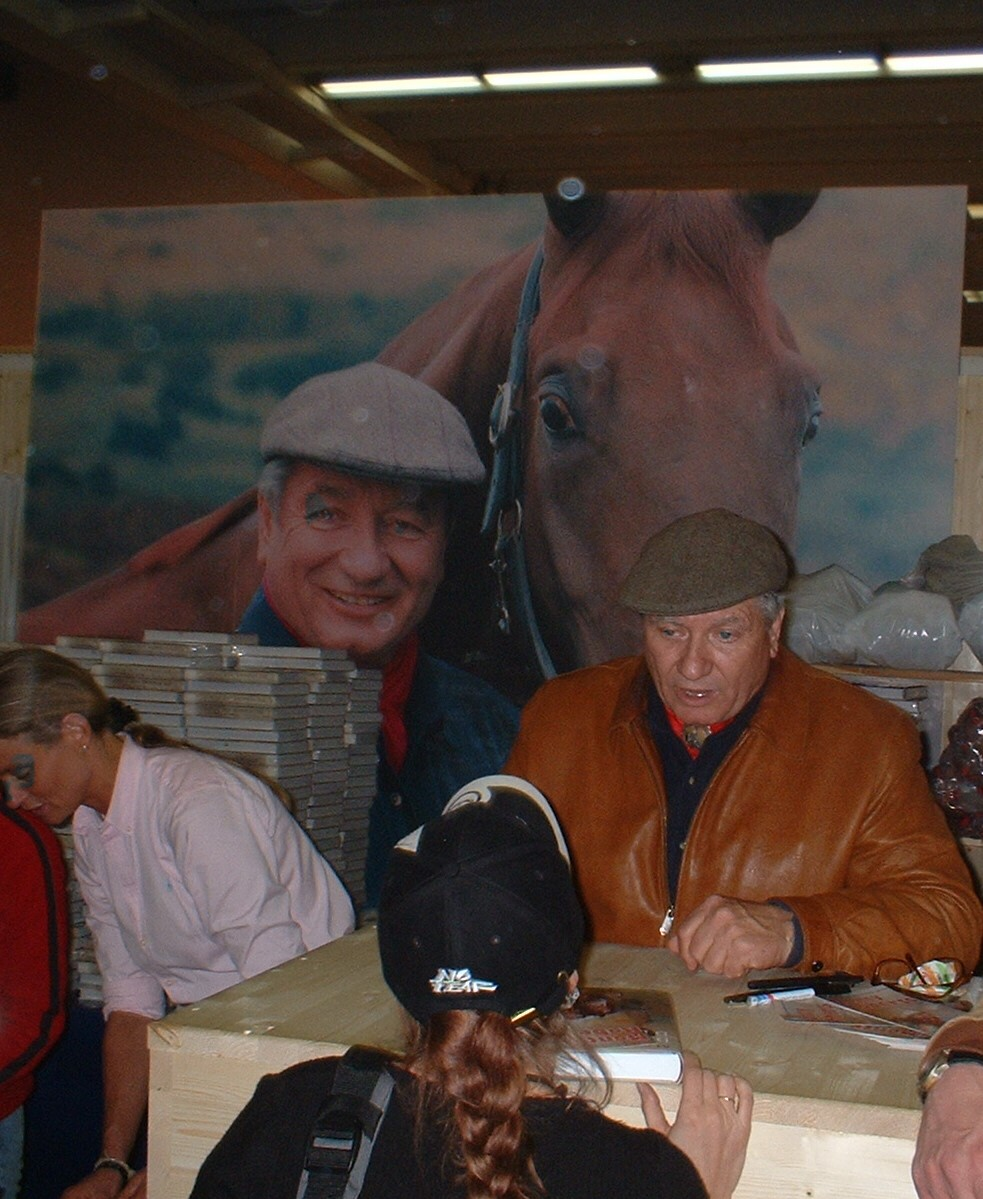
Monty Roberts (Essen, Niemcy 2003)

Monty Roberts (ur. w 1935 w Salinas) – amerykański pisarz, były jeździec rodeo i trener koni, który na podstawie obserwacji dzikich mustangów stworzył własną metodę porozumienia z końmi, nazwaną przez niego "językiem equus". Według zwolenników, metoda ta jest lepsza od zwykle stosowanych, gdyż nie zawiera elementów "łamania" woli konia i akcentuje porozumienie pomiędzy człowiekiem a zwierzęciem. Zasłynął ze szczególnego traktowania koni trudnych i po traumie.

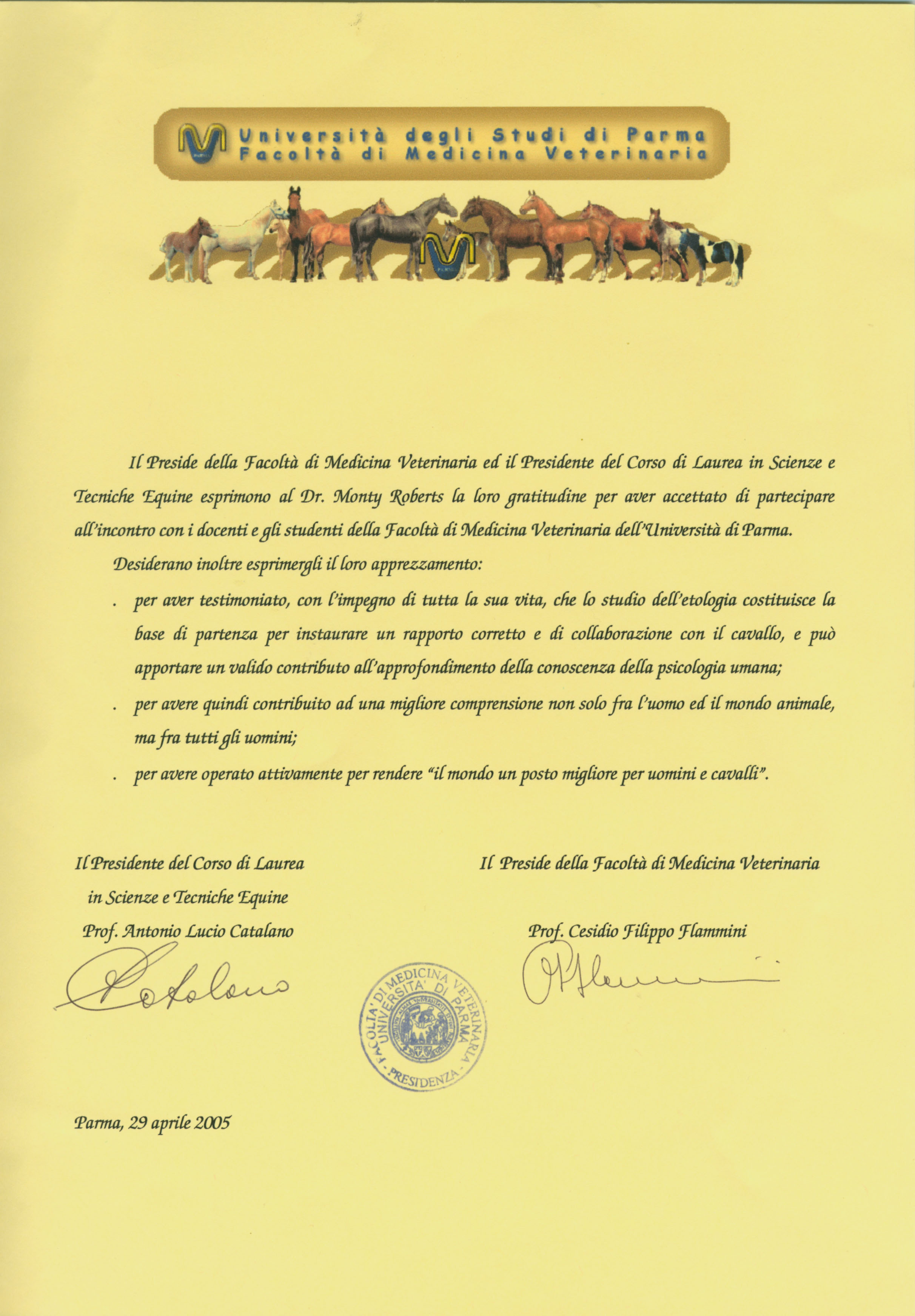
Dyplom nadania tytułu doktora honoris causa dla Monty Robertsa – Uniwersytet w Parmie (2005)

## Życiorys
Urodził się w 1935 jako syn kalifornijskiego trenera koni w Salinas. Nauczył się tam jeździć w wieku trzech lat, a w wieku czterech lat brał udział w pierwszych zawodach konnych, które często wygrywał w konkurencji ze starszymi dziećmi. Miał trudne relacje z ojcem; był często bity, a także nienawidził brutalnych metod, których stosował jego ojciec do układania koni.
W wieku pięciu lat zaczął pracować w przemyśle filmowym jako kaskader. Wkrótce po swoich pierwszych występach jako kaskader dla Elizabeth Taylor w filmie Wielka nagroda (org. National Velvet, 1944) i innych, Roberts zajął się zachowaniem i „językiem” dzikich koni (mustangów), które nazwał „Equus” (łac. koń). Ale dopiero po karierze jeźdźca rodeo (1955-1969) i hodowcy koni (od 1966) udało mu się wdrożyć wiedzę, którą zdobył dzięki swojej metodzie pokojowego treningu koni – metodzie, która znalazła wielu zwolenników. Jednak ma ona także zagorzałych przeciwników: wielu ekspertów odrzuca metodę Robertsa właśnie ze względu na presję psychologiczną, jaką wywiera na konia.

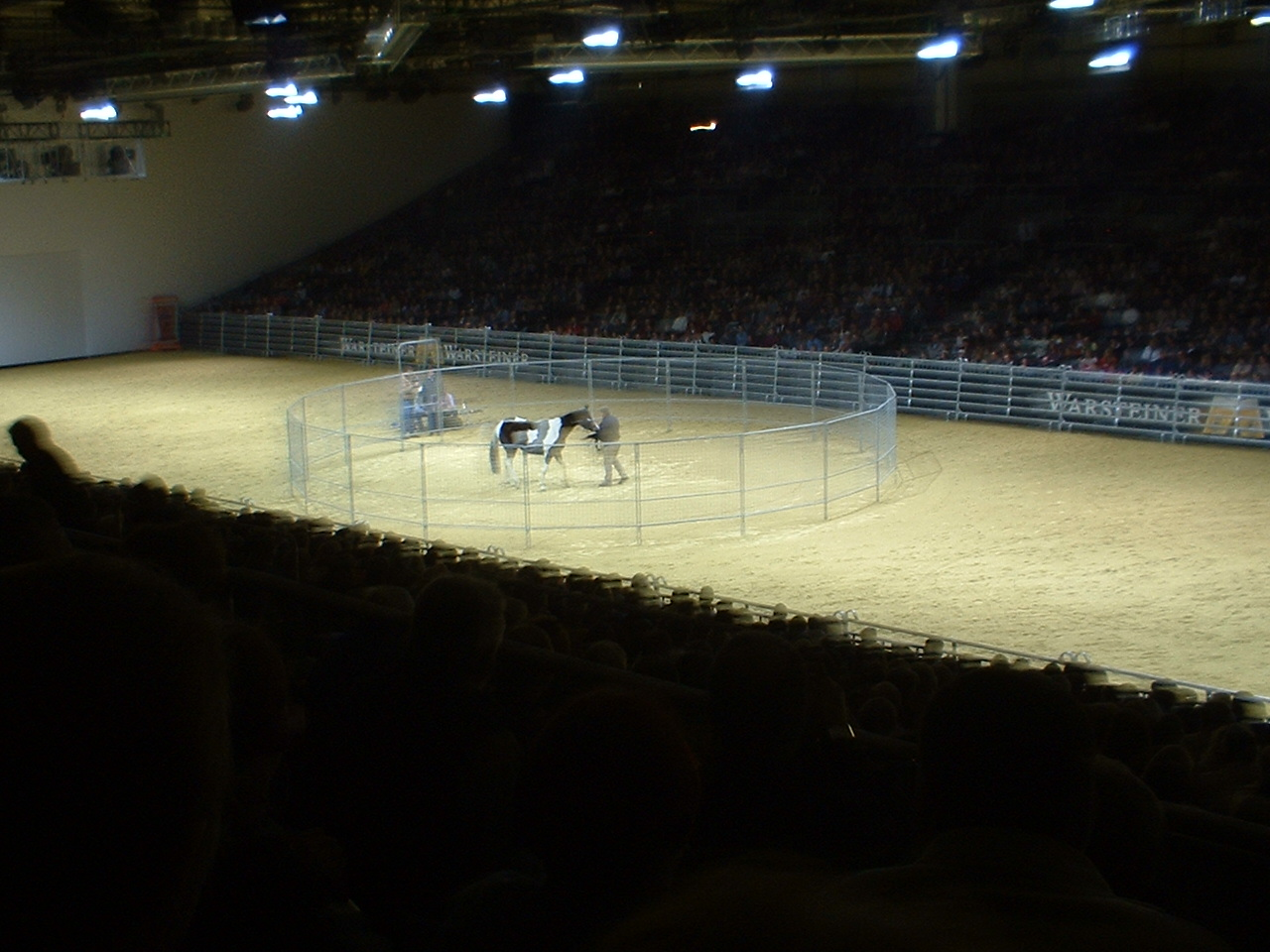
Monty Roberts w trakcie pracy

W 1986 po raz pierwszy zademonstrował swoją metodę układania koni (Join-Up-Methode) jako wykładowca wizytujący na Uniwersytecie Kolumbii Brytyjskiej w Vancouver. Już w 1989 na zaproszenie brytyjskiej królowej trenował jej konie w zamku Windsor i został oficjalnym doradcą królowej. W 1996 opublikował swoje doświadczenia w książce „Człowiek, który słucha koni", która została przetłumaczona na 17 języków. Kontynuacja to książka „Shy Boy" (1999), w której Roberts skupia się na jednym ze swoich połączeń z dzikim mustangiem w Nevadzie. Następne książki to: „Czego uczą nas konie" (2001) i „Konie mojego życia".
W Niemczech Roberts stał się znany dzięki współpracy z Lomitas ze stadniny Fährhof (niedaleko Sottrum). Lomitas, po wygraniu kilku wyścigów jako dwu- i trzylatek, odmówił nawet zbliżenia się do maszyny startowej podczas swojego pierwszego startu w 1991. Koń wydawał się tak spanikowany, że pięciu do siedmiu opiekunów ledwo mogło go utrzymać. Wydawało się, że jego kariera na torze wyścigowym (a wraz z nim wykorzystanie jako ogiera hodowlanego) dobiegła końca. Ferry Farm Stud zatrudniło Robertsa, który bardzo interesował się Lomitas, co ostatecznie doprowadziło go do powrotu na pole startowe i kontynuowania jednej z najbardziej udanych karier jako koń wyścigowy i reproduktor.
Metoda Robertsa, udokumentowana już w audycji BBC z 1998 (Monty Roberts: The True Horse Whisperer), została teraz uzupełniona programem do zarządzania biznesem we współpracy z Foxworthy Consulting, który również wykorzystuje metodę zaufania i komunikacji w świecie pracy powinny być przekazywane przez ludzi. Klientami są takie firmy jak Walt Disney Corp., Merrill Lynch, AT&T, General Motors, Volkswagen AG i inne. Po tournée po Niemczech w 2002 Roberts otrzymał tytuł doktora honoris causa Uniwersytetu w Zurychu 27 kwietnia 2002 w Szwajcarii.
Obecnie mieszka z żoną Pat w swoim ośrodku szkoleniowym Flag is Up Farms w dolinie Santa Ynez. Dużo podróżuje, aby zademonstrować swoje koncepcje przed publicznością na żywo.
Prowadzi też kursy na certyfikowanych instruktorów swojej metody. Szkolenie na certyfikowanego instruktora Monty Roberts to wieloetapowy proces, który może potrwać kilka lat. Szkolenie rozpoczyna się od kursu wprowadzającego do jazdy konnej. Ten dwutygodniowy kurs pracy i nauczania koni odbywa się w Międzynarodowym Centrum Nauczania Monty Roberts (MRILC – Monty Roberts International Learning Center) w USA. Treści merytoryczne to metoda łączenia, ćwiczenia stadne, ładowanie oraz psychologia konia, fizjologia i żywienie. Następnym krokiem jest nauka na odległość obejmująca trening praktyczny i badania terenowe z różnymi końmi w domu. Po ocenie wideo przez MRILC podejmowana jest decyzja, czy przyszły instruktor jest gotowy do egzaminu MRILC. Zdanie egzaminu umożliwia przystąpienie do kursu zaawansowanego. Zaawansowany kurs jeździectwa można ukończyć tylko w MRILC i składa się z trzech tygodni treningu z końmi niewytrenowanymi i nietkniętymi, a także z końmi problemowymi i po traumie, a także z dogłębnej nauki psychologii koni. Następnie następuje faza nauczania na odległość z praktycznym szkoleniem i studiami terenowymi w domu. Ponownie, MRILC wykorzystuje ocenę wideo w celu ustalenia, czy uczestnicy zostaną dopuszczeni do egzaminu. Po pomyślnym ukończeniu „Egzaminów zaawansowanych” wybrani kursanci mogą zostać zaproszeni na staż Certyfikowanego Instruktora. Ten staż został stworzony z myślą o studentach, którzy chcą zostać Certyfikowanym Instruktorem Metody Monty Robertsa. Certyfikowani instruktorzy Monty Roberts są wykwalifikowani do prowadzenia kursów Join-Up i Long Lining na całym świecie, a także kursów Monty Roberts Introductory Course i Horsemanship 101. Staż odbywa się w Flag Is Up Farms i trwa co najmniej trzy miesiące. Niezbędne umiejętności są nabywane, aby móc później pracować samodzielnie. W procesie tym towarzyszą już certyfikowani trenerzy. Pod koniec trzech miesięcy Monty Roberts oceni, czy konieczne jest dalsze szkolenie, czy też uczestnicy mogą ukończyć studia i zostać Certyfikowanymi Instruktorami Monty Roberts.

## Nagrody
W 2002 Roberts otrzymał tytuł doktora honoris causa z psychologii zwierząt na Uniwersytecie w Zurychu w Szwajcarii, a w 2005 uzyskał tytuł doktora honoris causa z psychologii zwierząt na Uniwersytecie w Parmie we Włoszech. W 2004 skautki z USA utworzyły specjalną odznakę Join-Up i program szkoleniowy na cześć pracy Robertsa, a w 2005 został on pierwszym urodzonym za granicą laureatem niemieckiej nagrody Silbernes Pferd (Srebrny Koń) za wybitne zasługi w promowaniu miłości do koni. W grudniu 2008 czytelnicy brytyjskiego magazynu jeździeckiego Your Horse uznali Monty’ego Robertsa za Osobowość Roku 2008.